# 普萊勒·戈比昌德
普萊勒·戈比昌德（英語：Pullela Gopichand，1973年11月16日—），常被簡稱為戈比昌德，印度退役羽毛球運動員，現任印度國家羽毛球隊總教練。戈比昌德在2001獲得全英羽毛球公開賽男子單打冠軍之後一舉成名，並成為繼普拉卡什·帕都恭之後第二位在全英公開賽獲得冠軍的印度人，其退役後所創辦的戈比昌德羽毛球學院曾為印度訓練出許多知名羽毛球運動員。戈比昌德在1999年因為在羽毛球項目表現傑出獲頒阿君娜大獎以及在2009年獲得表揚優秀體育教練的德羅納查利亞大獎，並在2014年獲得由印度政府頒發的蓮花裝勳章。

## 職業生涯

### 早年及成長
戈比昌德出生於安得拉邦普拉喀桑縣一個名為內加德拉的村子。最初戈比昌德對板球更有興趣，但在他的兄長鼓勵下而開始接觸羽毛球。戈比昌德高中時就讀位在海德拉巴的聖保羅高中，之後畢業於安德拉·維德亞拉亞學院，主修公共行政學。就讀大學期間，戈比昌德曾經在1990年和1991年擔任印度大學生混合團體羽毛球隊的隊長。
戈比昌德一開始受訓於一位印度很有名氣的教練－賽義德·穆罕默德·阿里夫，後來轉往普拉卡什·帕都恭開設的普拉卡什·帕都恭學院，並同時接受位在邦加羅爾的印度體育局的訓練。在國內賽事，戈比昌德在1996年贏得他生涯第一個全國羽毛球錦標賽冠軍，並在接下來的五年間完成五連冠。1998年，在因帕爾舉辦的印度全國運動會上獲得兩面金牌與一面金牌。在國際性賽事上，戈比昌德曾經三度代表印度出戰湯姆斯盃，並曾經在1996年維傑亞瓦達由南亞區域合作聯盟（SAARC）舉辦的羽毛球錦標賽上奪冠，並成功於1997年的可倫坡衛冕冠軍。在1998年大英國協運動會羽毛球比賽男子單打準決賽中，戈比昌德以0比2（1-15、11-15）遭到馬來西亞的黃綜翰淘汰，獲得銅牌。另外，他曾經於1999年獲得土魯斯、蘇格蘭兩項公開賽以及印度國際賽的冠軍。

### 全英賽奪冠
2001年3月，戈比昌德出戰在英格蘭伯明罕舉辦的第91屆全英羽毛球公開賽。晉級至16強時，戈比昌德以直落二（15-3、15-9）爆冷擊敗雪梨奧運男子單打金牌得主吉新鵬，在準決賽中再度爆冷，以直落二（17-14、17-15）戰勝丹麥的彼得·蓋德，中止對手自雪梨奧運會之後的30場連勝紀錄。最後，戈比昌德在決賽以15-2、15-6擊敗中國選手陳宏後獲得冠軍，成為自21年前普拉卡什·帕都恭之後，第一位奪得全英羽毛球公開賽冠軍的印度選手。
全英公開賽奪冠之後，戈比昌德因為在訓練中受傷，之後也因為傷病導致成績下滑，最後於2003年底宣布隔年退役。

## 執教生涯
在宣布退役之後，戈比昌德抵押自己的房產，在2008年創辦了戈比昌德羽毛球學院，並在印度企業家尼馬加達·普拉薩德以「為印度培育出奧運獎牌得主」的條件下，獲得5000萬盧比的贊助款項。時至今日，戈比昌德學院已經為印度培養出許多優秀羽毛球運動員，如塞娜·內維爾、普薩拉·文卡塔·辛杜、卡夏普·帕魯帕利、斯里坎特·基達姆比等，其中內維爾曾在2012年夏季奧林匹克運動會羽毛球比賽獲得女子單打銅牌，而辛杜則在2016年夏季奧林匹克運動會羽毛球比賽女子單打項目奪得銀牌。

## 特殊成就
- 1999年，阿君娜大獎（英语：Arjuna Award）
- 2005年，蓮花士勳章[24]
- 2009年，德羅納查利亞大獎（英语：Dronacharya Award）
- 2014年，蓮花裝勳章

## 個人生活
戈比昌德的妻子P·V·V·拉克希米是前印度羽毛球運動員及奧運代表，兩人結婚於2002年6月5日，並育有兩名兒女，兒子維什奴（英語：Vishnu）目前受訓於戈比昌德羽毛球學院，女兒蓋亞特里則是印度全國青少年羽毛球錦標賽冠軍。

## 爭議事件
2012年，印度國家羽毛球隊隊員普拉加克塔·沙旺特向孟買高等法院控告印度羽總（BAI）和國家隊總教練戈比昌德處事不公和偏袒，並從2012年開始一直在精神上騷擾她，並聲稱戈比昌德身為國家隊主教練，但同時卻經營私人羽毛球學院，由於他有權決定國家隊代表的入選資格，他可以挑選自己學院的學員進入國家隊，有關身分構成了利益和道德上的衝突；事實上，戈比昌德就曾挑選排名比沙旺特低的普拉迪亚·加德雷和阿帕娜·巴兰，而沙旺特卻落選。